# Nada Cristofoli
Nada Cristofoli (Spilimbergo, 6 januari 1971) is een voormalig professioneel wielrenster uit Italië. Ze vertegenwoordigde haar vaderland bij de Olympische Spelen in 1996 op de baan. 

## Erelijst
1993
- 1e in 2e etappe Giro d'Italia Donne
- 1e in 8e etappe Giro d'Italia Donne

1995
- 2e in Wereldkampioenschappen, Baan, Puntenkoers, Elite

1996
- 10e in Olympische Spelen, Baan, Puntenkoers, Elite

1997
- 1e in 2e etappe Giro d'Italia Donne

1999
- 2e in 4e etappe Giro d'Italia Donne
- 2e in 6e etappe Giro d'Italia Donne
- 3e in 12e etappe Giro d'Italia Donne
- Sprintklassement Giro d'Italia Donne

## Ploegen
- 1999 - Edilsavino (Italië)